# Liberty Records

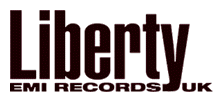
Logotyp

Liberty Records var ett USA-baserat skivbolag. Det startades av ordföranden Simon Waronker 1955 med Alvin Bennett som verkställande direktör och Theodore Keep som inspelningschef.